# Parole Heimat
Parole Heimat ist ein dreiteiliger deutscher Kinofilm aus dem Jahre 1955, der vorgeblich heitere Soldatengeschichten aus der Zeit des Zweiten Weltkriegs erzählt. Die daran beteiligten Episoden-Regisseure waren Hans F. Wilhelm, Fritz Stapenhorst und Wolfgang Becker. In den Hauptrollen spielen unter anderem Michael Cramer, Rolf Weih und Hermann Speelmans. Der Film basiert auf gleichnamigen Geschichten von John Forster.

## Handlung
Zeitlicher Handlungsrahmen ist der Zweite Weltkrieg. Mehrere Wehrmachtssoldaten versuchen auf verschlungenen Pfaden von fernen Fronten in die Heimat, nach Deutschland, zurückzugelangen.
Max und Leo
Westfront. Die deutschen Landser Max und Leo sind in der Spätphase des Zweiten Weltkriegs in französische Kriegsgefangenschaft geraten. Um zu entkommen und in die Heimat zurückkehren zu können, brechen sie aus dem im Süden des Landes gelegenen Lager aus und tarnen sich als zwei französische Straßenarbeiter. In dieser Montur werden sie aufgegabelt und dazu angehalten, in einem US-amerikanischen Heeresdepot auszuhelfen. Dort entwenden sie zwei Offiziersuniformen und einen Jeep und machen sich als falsche GIs auf den Weg nach Nizza. Unterwegs gabeln sie die deutsche Wehrmachtsangehörige Corinna und deren Freundin Kitty auf. Beide helfen ihnen dabei, sich mit einem Fischkutter hinter die Front, in die Heimat, abzusetzen.
Das Findelkind
Ostfront. Die drei deutschen Landser Werner, Reinhold und Richard haben sich nach dem Waffenstillstand in Kurland, einem der letzten von der Wehrmacht noch gehaltenen Kriegsgebiete im Osten, im Mai 1945 von der weitgehend in Auflösung begriffenen Truppeneinheit abgesetzt, um sich in den Westen, die Heimat, durchzuschlagen. In einem verlassenen, baltischen Gutshaus entdecken sie ein Baby, das ganz offensichtlich auf der Flucht zurückgelassen wurde. Nach einiger Diskussion und nur widerwillig nehmen sich die drei Männer des Findelkindes an. Diese Entscheidung wird den Soldaten wenig später mehr als vergolten, denn der Säugling erweist sich bei allen sowjetischen Kontrollen als regelrechter Passierschein in die Freiheit. Von einem Treck, der verschleppte Fremdarbeiter gen Westen transportieren soll, werden sie mitgenommen und kehren so unbeschadet nach Deutschland zurück. Einer der Männer wird das lebensrettende Findelkind schließlich als seines annehmen und adoptieren.
Die böse Sieben
Südfront, Kriegsschauplatz Nordafrika. Hier vegetieren mehrere deutsche Kriegsgefangene in einem britischen Lager in Libyen und langweilen sich zu Tode. Alle plagt die Sehnsucht nach der Heimat. Sieben von ihnen, die Landser Willi, Fritz, Erich, Franz, Rudi, Ernst und Karl, planen den großen Ausbruch. Als nordafrikanische Einheimische verkleidet schlagen sie sich zunächst nach Tripolis durch, um, so ist der Plan, von dort irgendwie über das Mittelmeer auf den europäischen Kontinent zu gelangen. Unterwegs erhalten sie Hilfe von Nordafrikanern, die auf die Briten nicht allzu gut zu sprechen sind, allen voran von Madame Janine, der Puffmutter eines Freudenhauses. In Tripolis ersinnen die Sieben einen Trick, wie sie unauffällig das Land verlassen können. Sie lassen sich in Kisten verpacken und von einem neutralen, schwedischen Frachter in Richtung Heimat verschiffen.

## Produktionsnotizen
Die Dreharbeiten fanden im Spätsommer/Frühherbst 1955 im Carlton-Film-Atelier in Münchens Tulbeckstraße sowie im Behelfsatelier in Verden an der Aller statt. Die Außenaufnahmen entstanden in Achim an der Weser, in Verden, Bremen, Abbazia (Jugoslawien) sowie an den ägyptischen Drehorten Kairo, Alexandria und Sakkara. Die Uraufführung erfolgte am 24. November 1955 in Hannover (Kino Weltspiele), die Berliner Premiere war am 3. Februar 1956.
Produzent Alfred Bittins übernahm mit Auguste Reuß-Barth auch die Produktionsleitung, Zur ersten Episode gab es keine Filmbauten. Die Kulissen für die zweite Episode schuf Dieter Reinecke, die zu der dritten Willi Schatz.
Der Film wurde von Produzent Alfred Bittins infolge des kommerziellen Erfolgs des vierteiligen Landserstreifens Heldentum nach Ladenschluß in Auftrag gegeben.

## Kritiken
Der Spiegel urteilte: „Der Kassen-Erfolg von „Heldentum nach Ladenschluß“ soll mit erschlafften Kräften noch einmal herbeigezwungen werden. Doch diese Fluchtabenteuer deutscher Krieger sind bereits recht monoton und angestrengt lustig geraten. Der nationalgesinnte Zuschauer kann sich trotz der ins Halbkomische gezogenen Niederlage daran erlaben, daß ein deutscher Mann doch jeden Sieger überlistet, daß die Russen keine Wasser-Klosetts kennen und die Eingeborenen Afrikas mit den Deutschen gegen die Engländer zusammenhalten.“
Bei Filmdienst heißt es: „…von verschiedenen Regisseuren gefällig und mit viel Situationskomik an der Wirklichkeit vorbeiinszeniert. Sieger und Besiegte werden ausgewogen gegenübergestellt, jedoch triumphiert die Pfiffigkeit des „deutschen Landsers“, der sich auch unter extremen Schwierigkeiten durchzuschlagen versteht. Die harmlose Komödie begleitete die westdeutsche Wiederbewaffnung in den fünfziger Jahren.“